# Баба (родина)

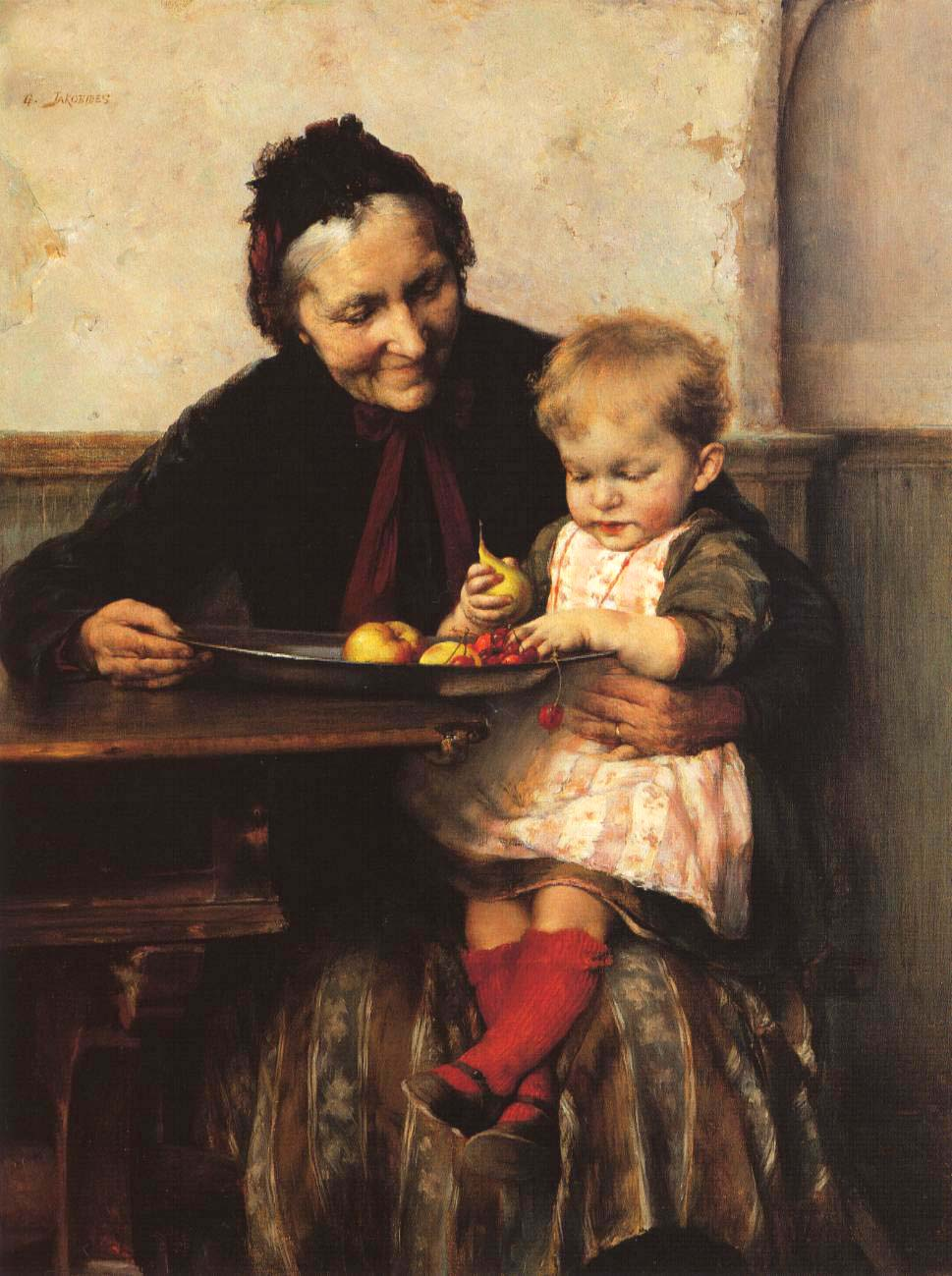
Георгіос Іаковідіс, Бабуся з онукою

Баба (пестл. бабуся, бабуня, бабця; англ. Grandmother) — мати батька або матері, дружина діда. Бабусі, як і дідусі, є важливою складовою частиною розширеної (складної) сім'ї. У традиційній культурі бабусі та дідусі мають чітко визначену соціальну роль, що виражається в догляді за молодшими дітьми в сім'ї. Роль бабусь і дідусів, як правило, зникає в ході розвитку нуклеарної сім'ї. Слово баба також вживається для позначення літньої жінки (та в інших значеннях).
Також це слово вживається для позначення одруженої жінки в деяких народів Росії. У традиційному українському суспільстві для позначення жінки у розмовному стилі мовлення застосовуються кілька назв: дівчина, дівка (до шлюбу), молодиця (після весілля) та, власне, баба (для старших за віком жінок). Вдів та старих дів бабами не називали[джерело?].
- Прабаба — мати батькової або материної матері.
- Прапрабаба — мати прабаби.
- Ба, нана тощо — синонімічні назви бабусі, які вживаються у розмовній мові залежно від контексту.
- У тих випадках, коли батьки не можуть забезпечити належний догляд за своїми дітьми, бабусі і дідусі можуть взяти на себе роль опікунів або супроводжуючих.

В Іспанії щорічно, починаючи з 1998 року, 26 липня відзначається День бабусі і дідуся
В українському спадковому праві бабусі (як і дідусі) є спадкоємцями другої черги.